# Ножарево
Ножа́рево (болг. Ножарево) — село в Силістринській області Болгарії. Входить до складу общини Главиниця.

## Населення
За даними перепису населення 2011 року у селі проживали 500 осіб.
Національний склад населення села:
| Національність   | Кількість осіб | Відсоток |
| ---------------- | -------------- | -------- |
| турки            | 482            | 99,0%    |
| болгари          | 4              | 0,8%     |
| Всього відповіли | 487            |          |

Розподіл населення за віком у 2011 році:
Динаміка населення: